# Belmont-lès-Darney
Belmont-lès-Darney är en kommun i departementet Vosges i regionen Grand Est (tidigare regionen Lorraine) i nordöstra Frankrike. Kommunen ligger i kantonen Darney som tillhör arrondissementet Épinal. År 2022 hade Belmont-lès-Darney 109 invånare.

## Befolkningsutveckling
Antalet invånare i kommunen Belmont-lès-Darney
| Referens: INSEE |